# MathCad
Mathcad是一种交互式数值计算系统。当输入一个数学公式、方程组、矩阵等，计算机将直接给出计算结果，而无须去考虑中间计算过程。因而Mathcad在航空、国防、消费品设计等科学和工程领域中承担着复杂的数学计算，图形显示和文档处理，是工程技术人员常用的工具。Mathcad有五个扩展库，分别是求解与优化，数据分析，信号处理，图像处理和小波分析。Mathcad是美国PTC公司的产品。